# Marsreja
Marsreja – reja zawieszona na stendze, tzn. pomiędzy marsem, 
a bramsalingiem lub topem. Jeśli są tam dwie reje to nazwane są marsreją dolną i górną.